# Свято-Троицкая церковь (Княгинин)
Свято-Троицкая православная церковь — памятник деревянного зодчества XIX столетия. Церковь расположена в центре агрогородка Княгинин Мядельского района Минской области.

## Униатская церковь
Согласно воспоминаниям Демидовича Сергея Фёдоровича (род. 30.03.1923 г.) из аг. Княгинин, его отец 1866 года рождения в своё время рассказывал, что основная церковь была в Берковщине (сначала униатская, потом православная). Княгининская церковь была небольшой кладбищенской церковью. Только после того, как церковь в Берковщине сгорела, центр прихода переместился в Княгинин. Отец также рассказывал, что в Княгининской церкви вначале одну неделю молились униаты, затем одну неделю молились православные. В детстве Сергей Фёдорович часто лазил в церкви на хоры и на колокольню. Видел там много униатских крестов и икон.

Данные сведения находят своё подтверждение в книге «Материалы по истории и географии Дисненского и Вилейского уездов Виленской губернии» (Витебск, 1896):
«Нынешний деревянный храм св.-Троицы, бывший прежде униатским, основан, по преданию, каким-то Родзевичем; ещё во времена унии в нём был иконостас».
Предположительно, униатская церковь была построена в 1772 году. Вместе с тем, на втором по величине колоколе есть следующая надпись на латинском языке: «Me fecit Iohann Christoph regiomonti 1744».

## Православная церковь
В 1839 году постановлением Полоцкого собора униатская церковь на территории западных губерний была запрещена. Приходские храмы были переведы под православную юрисдикцию.
В 1847 г. была составлена «Клировая ведомость Княгининской церкви Св. Троицы за 1847 год».
«Литовские епархиальные ведомости» от 15 мая 1863 г. сообщают об открытии св. Сцепурою в с. Княгинине Вилейского уезда приходского училища в доме прихожан. Число учащихся — 7 мальчиков.
В 1865 году оброчный доход с мельницы в размере 37 руб. 50 к. стал обращаться на устройство помещений для причта Княгининской церкви, однако сама оброчная статья была оставлена в ведении Министерства Государственных Имуществ.
«Литовские епархиальные ведомости» от 31 августа 1870 г. сообщают о пожертвовании на Княгининскую церковь:
«Высокопреосвященнейший Макарий, Архиепископ Литовский и Виленский, от 19 июня сего 1870 года за № 605, представил в Консисторию сто рублей, вреченные ему генералом Озерским, для обращения в пользу двух беднейших церквей Западного края, во исполнение воли рабы Божией Евгении, с тем, чтобы пожертвование это выдать церквам не деньгами, а приобрести на них самые необходимые церковные вещи. — На эти деньги приобретено из лавки московского купца Николая Семенова Мешкова для Алексеевской церкви, Бытенского благочиния, Слонимского уезда: 1) сосуд накладного серебра с прибором; 2) плащаница, украшенная золотом — стоимостью на 50 руб. — Для Княгининской церкви Вилейского уезда и благочиния, сосуд накладного серебра с серебряной вкладкой и лжица 84 пробы серебра, 18 аршин парчи аплике и 25 арш. галуна — за 50 руб. Итого расходовано 100 руб.»
15 сентября 1870 г. при Княгининской церкви было открыто попечительство, утверждённое Литовскою духовною консисториею.
В 1871 взнос от доходов церкви (кружечного, кошелькового и свечного) составил всего 2 р. Взносы соседней церкви в Берковщине составили 2 руб. 50 к.
15 июля 1875 г. церковным старостой Свято-Троицкой церкви был утверждён крестьянин д. Васюльки Адам Антонович.
В конце 1875 года соседний православный приход в Берковщине был упразднён. Преображенская церковь в Берковщине стала приписной церковью православного прихода в Княгинине. Новым священником стал Михаил Бирюкович, который с 1866 года служил в Свято-Троицкой церкви в Княгинине и преподавал в Княгининском народном училище. 23 октября 1874 г. Михаил Бирюкович был награждён набедренником за усердную и полезную службу. Он вышел «за штат» согласно собственному прошению в 1891 году и умер 31 августа 1897 г. в возрасте 81 года.

«Литовские епархиальные ведомости» от 28 декабря 1897 года содержать сведения из биографии Михаила Бирюковича:
«31 августа скончался заштатный священник Княгининской церкви Михаил Бирюкович 81 г. от роду и 3 сентября погребен на Крайском приходском кладбище. Покойный священник М.Бирюкович, дьячковский сын, в 1841 г. посвящен в стихарь, 9 июля 1843 г. рукоположен в диакона к Поставской церкви Дисненского уезда, а 24 марта 1866 г. рукоположен во священника к Княгининской церкви, в 1874 г. награжден набедренником. С 1867 г. по 1891 год состоял законоучителем Княгининского народного училища. 14 ноября 1891 г., согласно прошению, уволен заштат».
Преображенская церковь утратила статус приходской, богослужения в ней проходили редко. В «Расписании приходов и причтов Литовской епархии Вилейского уезда» (1876) Свято-Троицкая в с. Княгинине и Преображенская в с. Берковщизне были объединены в один приход с 1 настоятелем и 1 псаломщиком. В состав прихода входили следующие населённые пункты: с. Княгинин, деревни Важгольки, Мацкевичи (вероятно, Митьковичи), Половики, Куси, Яцкевичи, Подберезье, Холши, Пясечнои, Нивки, Шималы, Колики, Заречны, Киречиново, Городище, Холм, Довжаны, Новры и Выголевичи.
23 февраля 1878 г. церковным старостой Свято-Троицкой церкви вновь утверждён крестьянин д. Васюльки Адам Антонович.
В 1878 г. Княгининская церковь Вилейского благочиния насчитывала 2382 душ обоего пола.
В 1885/1886 учебном году в Княгининском приходе Вилейского благочиния Виленской губернии действовала церковно-приходская школа в д. Нарах — 12 учеников.
В 1885 году была заведена опись церковного имущества и хранилась в 2 экземплярах.
Сохранились метрические книги Княгиненской церкви за 1868 и 1892 годы.

В 1893 Извеков Н. в книге «Статистическое описание православных приходов Литовской епархии» описывает православный приход в Княгинине следующим образом:
«Княгининский — Вилейского благочиния. Церковь утварью достаточна. Нет только месячных миней. Земли 39,5 д., из коих 10 д. пахатной, 10 сенокосной и 15 неудобной. Земля черезполосная, в 18 участках. При церкви приписной ещё есть 49 дес. За отшедшие в казну имения получается 18 р. 6 к. Причтовых помещений нет. Есть 2 кладбищенских церкви. Дворов 354. Прихожан мужск. пола 1400 и женского 1357». 
В 1893 г. тщанием Литовской Духовной Консистории были построены дома для священника и церковнослужителей. Все здания, принадлежащие церкви, состояли из следующих построек: дом для священника, гумно, амбар, сенный сарай, хлев, конюшня, погреб и ледник; дом с погребом для псаломщика, амбар, гумно и деревянный хлев.
В 1895 г. тщанием г. Родевича Свято-Троицкая церковь перекрыта гонтом, снаружи обита досками, выкрашена масляной краской и внутри оштукатурена.
В 1895 г. была открыта школа грамоты в близлежащей д. Нивки. Учителем в ней работал крестьянин д. Васюльки Кондратий Лукич Антонович, который сам окончил начальное училище в с. Княгинин. На 1 января 1898 г. в школе обучалось 15 мальчиков. Заведующим школою был священник Княгининской церкви Антоний Миронович.
30 апреля 1896 г. ученики Княгининского и Кривичского народных училищ должны были собраться в с. Княгинин Вилейского уезда для сдачи льготных экзаменов в испытательной комиссии. Председателем комиссии был назначен священник Узлянской церкви М.Рожковский.
В 1897 г. — в честь коронации Их Императорских Величеств в Княгининскую церковь Вилейского уезда прихожане пожертвовали колокол в 25 пудов, стоимостью в 450 рублей. Колокол содержит 2 надписи. Надпись на верхнем поясе: «Причт, попечительство и жертвователи Княгининской церкви в память коронации 14 мая 1896 года». Надпись на нижнем поясе гласит: «При священнике Антонии Мироновиче и церковном старосте Луке Антоновиче. Москва. Завод П. Н. Финляндского. Весу 25 п. 24 фун.»
7 января 1900 г. и.д.псаломщика Ковнатовской церкви Шавельского уезда Михаил Зинкович перемещён, согласно прошению, к Княгининской церкви Вилейского уезда.
«Литовские епархиальные ведомости» от 23 июля 1900 года сообщают о пожертвовании Княгининской церкви св. Иоанном Кронштадским:
«Пожертвования. На ремонт Княгининской церкви пожертвовано о. Иоанном Сергиевым (Кронштадским) 100 р. и на приобретение трех икон в эту церковь пожертвовано прихожанами 130 р.»
Известно, что в начале XX века по дороге из Санкт-Петербурга в резиденцию в Беловежской пуще заезжал в Княгинин с ночёвкой российский император Николай II. Считается, что именно он подарил Княгининской церкви две иконы «Пресвятой Богородицы Белыничской», которая является чудотворной, и «Святого Благоверного Александра Невского» (обе в чеканном окладе).
6 апреля 1902 г. за продолжительную усердную службу Его Высокопреосвященством был награждён скуфью священник Княгининской церкви Антоний Миронович. 18 марта 1902 г. в связи с увольнением согласно прошению Матвея Клопского с должности помощника Вилейского благочинного, на эту должность был назначен член благочиннеческого совета священник Княгининской церкви Антоний Миронович.
В августе 1902 г. под железную дорогу была отчуждена 1 десятина и 1841,25 квадратных сажени сенокосного надела священника. Поступившее вознаграждение было обращено в процентные бумаги: две 4 % ренты на сумму 700 руб., составляющие неприкосновенный капитал причта. Проценты с данного капитала поступали в пользу священника.
В 1904 году фотографом Яном Балзункевичем был сделан снимок церкви. При сравнении с современными снимками, в архитектуре церкви и окружающей местности мало что поменялось.
В 1907 г. была сделана ограда вокруг церкви из колотого булыжного камня и покрыта гонтой. Согласно воспоминаниям Сергея Фёдоровича Демидовича, при священнике Мироновиче государство выделило денежные средства для строительства новой церкви. Однако Миронович деньги припрятал, только каменную ограду вокруг церкви построил. За это его лишили церковного сана. Вместе с тем, данные сведения не находят документального подтверждения. Известно также, что в сентябре 1915 года Антоний Миронович был Вилейским благочинным.
Накануне Первой мировой войны при церкви было создано Княгининское православное братство св. Иоанна Предтечи.

## Первая мировая война
В 1915 году священником Княгининской церкви был о. Александр Оглоблин.
В сентябре 1915 года, во время Свенцянского прорыва, Княгинин был захвачен немецкой кавалерией. Хозяйственные постройки причта сильно пострадали от военных действий, в особенности крыши. На хлевах и погребе в усадьбе священника остались только стропила. После немецкого нашествия на Княгинин, пропали метрические книги за 1890—1896, 1901 и 1913 гг.
В иконостасе Княгиниской церкви сохранилась икона «Владимирской Богоматери» с дарственной надписью от русских воинов: «Образ из города Троицк Оренбургской губернии. 9-я рота 131-й запасной батальон. 1915».
В 1916-1921 гг. настоятелем храма был назначен священник Евдоким Ракецкий. Он родился в 1867 г. в местечке Радунь в семье крестьянина. Получил образование в Молодечненской учительской семинарии и 11 лет отработал учителем. В 1909 г. Е. Ракецкий стал священником Интерской церкви. В 1916 г. переведён в село Княгинин Вилейского уезда. Дочь Анастасия посещала в то время Будславскую белорусскую гимназию. В 1921 г. перемещён в Кривичи того же уезда. 9 июля 1931 г. (по другим сведениям в 1932 г.) был переведён священником в православный приход в Замошье (Браславский район). В Замошье он работал и во время установления советской власти (1939—1941 гг.), и во время немецкой оккупации. Сохранилась анкета 1942 г., в которой упоминается Е.Ракецкий. Дальнейшая судьба его не известна.
«Вестник Виленского СВ.-Духовского братства» в № 12 за 1916 год сообщает о посещении Княгининской церкви архиепископом Тихоном:
«10 сентября в 16 час. Торжественный колокольный звон возвестил приближение к Княгининской церкви Высокопреосвященнейшего Архиепископа Тихона. На встречу своему Архипастырю прихожане вышли с крестным ходом и хлебом-солью. Молитвенно благословив хлеб-соль и пожелав прихожанам изобилия хлеба насущного, Владыка вошёл в храм, где настоятель Евдоким Ракецкий встретил его речью.
Перед Архипастырем настоятель излил свою скорбь по поводу того расстройства и запустения материального и духовного, которое причинил прошлогодний немецкий прорыв, и просил молитв святительских и благословения на свои труды, которые он, недавно сюда назначенный, подъял на себя для приведения прихода к прежнему благоустройству внешнему и внутреннему. После обычного входа Владыка благословил настоятелю и диакону начать всенощную. На полиелей вышли с Архиепископом Епархиальный наблюдатель, Вилейский благочинный, двое военных и двое епархиальных священников. Остановившись на солее, Владыка обратился к молящимся с пространною живою речью о той радости, которую принесла миру своим рождением Матерь Господа и вообще о чистых радостях земных.
После целования иконы праздника Рождества Пресвятой Богородицы Владыка оставался помазывать всех св. елеем. Церковь была полна молящихся, среди которых было много военных начальствующих лиц.
Всенощная продолжалась до 9 часов вечера, но никому не хотелось уходить до окончания службы — все желали продлить радость молитвенного общения со своим Архипастырем.
После церковной службы и скромной трапезы у настоятеля Владыка отбыл в 10 часов вечера в м. Кривичи, доставив своим посещением, беседою и молитвою всем лицезревшим его великий праздник.
Свящ. Пётр Тычинин».
Согласно «Ведомости церкви» за 1916 год, здание церкви было совершенно ветхим. В 1870 г. поднимался вопрос о постройке новой церкви за счёт казны. В 1893 г. вопрос вновь поднимался священником, в 1895 г. — прихожанами и в 1903 г. — попечительством. Однако все было безрезультатно.
В 1916 г. за церковью числилось всего 57 десятин 1200 квадратных сажень земли, в том числе усадебной с церковным погостом 4 десятины 1200 квадратных сажень. В 1916 г. причт получал проценты с неприкосновенного капитала в 500 руб. за вечное поминовение Софии Скурко, Иоанна Нестерева, священников Михаила Бирюковича и Алексея Бирюковича, крестьянина д. Городище Якова Юркевича.
В 1916 г. ферма Берковщина принадлежала притчу Княгининской церкви и сдавалась в аренду помещику Иосифу Козелл-Поклевскому за 286 руб. 50 копеек в год. В 1916 г. притч денег за аренду не получил, так как земля и сенокос по причине войны не были использованы арендатором.
В приходе были следующие школы: Выголовичская церковно-приходская одноклассная и такая же в д. Нивки. В с. Княгинине — двухклассное министерское народное училище и такое же одноклассное. Церковные школы помещались в арендных домах. В 1916 г. обучалось 109 мальчиков и 42 девочки.
Кладбищенская церковь находилась в д. Нивки с одним престолом в честь Св. Великомученника Георгия Победоносца; храмовый праздник 26 ноября. На кладбище в Выголовичах была часовня.
Псаломщиком в 1916 г. был Иосиф Жемойдо. В августе 1916 г. церковный староста крестьянин Сергей Степанович Гришкевич был призван в армию. Служил медиком на австрийской фронте, за что был награждён медалью «За храбрость».
Церковь находилась в 147 верстах от Духовной Консистории в Вильно, в 28 верстах от уездного города Вилейки с местным благочинным, и в 1 версте от почтовой станции Кривичи. Ближайшие церкви — Кривичская и Сватковская — находились в 10 верстах. Почтовый адрес церкви был следующий: ст. Кривичи Виленской губ., Вилейского уезда, с. Княгинино. Железнодорожная станция Кривичи Полесской ж.д. в 1-й версте.

## В составе Польской Республики
В 1924 г., во времена II Речи Посполитой, через Земельное правление в Вилейке, от Княгининской церкви было отобрано 72 гектаров земли в Берковщине, Клесине и Митьковичах. Вместе с землёй отобрали в фольварке Берковщина дом, гумно и амбар. Новым владельцем фермы стал помещик Фортунаций Козелл-Поклевский.
С 1928 г. настоятелем Княгининской церкви был Иван Андреевич Спрогис. Биографию священника можно узнать из его анкеты, заполненной 25 марта 1946 г. Родился 6 июня 1891 г. в д. Засвирь, Свирского района (отец — латыш, мать — полька). С 15.08.1904 по 15.06.1914 г. учился в Духовной семинарии г. Рига, получил специальность священника и учителя ниже-сред. учебных заведений по I разряду.
1914-1915 гг. — псаломщик Глубокской церкви Виленской епархии (м. Глубокое, Полоцкой обл.) и учитель 2-классного народного училища.
1915-1916 гг. — учитель церковно-приходской школы в с. Тербуны Елецкого уезда Орловского Епархиального учительского совета.
1916-1921 гг. — настоятель Порплищской церкви Виленской епархии (с. Порплище, Полоцкой обл.).
1918 — 1921 гг. — помощник Мядельского благочинного.
1921- 1928 гг. — настоятель Маньковичской церкви (с. Маньковичи, Поставского района).
1926-1928 гг. — помощник Поставского благочинного Виленской епархии.
1928 г. — настоятель Княгининской церкви (с. Княгинин Кривичского района) и Долгиновский благочинный.
Из воспоминаний Сергея Фёдоровича Демидовича (30.03.1923 г. р.):
«При Польше в нашей 7-летней „повшэхной“ школе преподавал Закон Божий батюшка Спрогис. Человек он был развитый, образованный. Из него мог получиться первоклассный юрист. Преподавал батюшка хорошо и спрашивал строго. Помню один смешной случай. Задает батюшка вопрос: „Как молился Моисей на горе Синае?“ Отвечать следовало: „В трубном звуке и во мраке, и со скипетром в руках“. Одному ученику не так подсказали и он на вопрос Спргиса ответил: „В синих брюках и во фраке и со скрипочкой в руках“. Спрогис поставил ученика в угол на колени, после чего сказал: „Нужно самому знать, а не слушать подсказки“. А вообще-то строго наказывал. Если что не так, то между ног зажмет и как ударит по месту, откуда ножки растут. Телесное же наказание не было запрещено. Урок в школе продолжался один час. В старших классах было по семь уроков ежедневно. За лампой начинали учиться и за лампой оканчивали. Все предметы преподавались на польском языке, только Закон Божий на русском. Для католиков этот предмет преподавал отдельно директор школы пан Езерек. Все учителей в школе было трое: пан Езерек, его жена Гелена Езеркова и Казимира Кжижановска. Каждое воскресенье ученики приходили в церковь. Пропустить церковь было то же самое, что пропустить урок. В церкви мы прислуживали батюшке в подрясниках. Служили по четверо в порядке очереди. При Польше хорошо учеников развивали, не то что при Советах. Выпускники советской школы ко мне приходили, чтобы письмо им написал. Такая у них была подготовка».
В 1930-е годы Княгининскую церковь посетил протоиерей Понтий Рупышев — один из наиболее известных православных священников Польши. Созданная им община под Вильно долгие годы являлась духовным центром православия в междувоенный период.
В Центральном государственном архиве Литвы хранится проект строительства церкви в Княгинине Вилейского повета за 1936 год.
В отделе ЗАГС Мядельского райисполкома хранятся метрические книги Княгининской церкви о рождении, браке и смерти за 1930—1933 гг. и за 1934—1938 гг. В Мядельском музее народной славы хранится метрическая книга за 1946 год.

## Вторая мировая война
Из воспоминаний Лидии Александровны Антонович (02.10.1923 г.р.):
«Однажды пошли немцы из железнодорожной станции за продуктами в Митьковичи. Неожиданно среди дня на княгининском кладбище появились партизаны. Местные жители испугались, что партизаны убьют немцев и им придётся отвечать. По этому жители деревни предупредили немцев, чтобы они убегали. Немцы бросились к железнодорожной станции, однако возле Княгининской церкви завязалась перестрелка. Каким-то образом немцы прорвались к станции, а там бронированный вагон начал стрелять по партизанах. И нужно же было такому случиться, что как раз в то время в церкви проходила служба. Трассирующие пули влетали через окна, прошивали деревянные стены. Батюшка Ян Спрогис скомандовал верующим, чтобы все легли на пол. Один житель из ближайшей деревни не успел упасть на пол и его прямо в церкви убило.
В целом же Княгининску церковь во время войны никто не трогал. Батюшка Спрогис был умным человеком. Он и с немцами ладил, и с партизанами мог договориться. Правда, один раз партизаны сделали одну хохму. Ночью поставили перед церковным входом фанеру с верёвкой и написали через „т“: „Зат минировано“. В воскресенье утром люди проснулись и начался переполох. В стороне от церкви собралась толпа людей. Никто не осмеливался подойти ближе. Это дело необходимо было срочно решить. Беда могла бы быть гораздо большей, если бы фанеру увидели немцы. Выход из положения придумала матушка Анастасия Сергеевна. Она принесла бельевой шнур и привязала к обрывку верёвки на фанере. Затем отошла насколько можно было и дернула за верёвку — а там ничего…»

## Советский период
1 апреля 1946 г. уполномоченный Совета по делам русской православной церкви при СНК СССР по Молодечненской области Д. Кадовба выдал справку о регистрации под № 27 приходской православной общины Свято-Троицкой церкви в с. Княгинино Кривичского района Молодечненской области с предоставлением общине пользованием зданием церкви.
В 1946 -1959 гг. церковным старостой был ветеран Первой мировой войны Сергей Степанович Гришкевич из д. Киржино (1878 г.р.), помощником церковного старосты — Михаил Семёнович Томкович (1897 г.р.), членом церковного совета — Евдокия Алексеевна Баслык из д. Выголовичи (29.06.1893 г.р.)., председателем ревизионной комиссии — ветеран Первой мировой войны Тит Георгиевич Демидович из д. Куси (25.08.1887 г.р.), членами ревизионной комиссии — Николай Маркович Лакуцевич из д. Выголовичи (05.12.1892 г.р.) и Павел Стефанович Послед из д. Половики (1899 г.р.).
8 июня 1948 г. церковный совет и ревизионная комиссия Княгининской церкви были зарегистрированы уполномоченным Совета по делам русской православной церкви при Совете Министров СССР по Молодечненской области БССР Д. Кадовба.
Из воспоминаний Лидии Александровны Антонович (02.10.1923 г.р.):
«Как ни странно, самые тяжелые испытания для церкви пришлись на послевоенные годы. Коммунисты безжалостно уничтожали все, что было связано с религией. Мой свояк Алесь Дубаневич из Кривичей по приказу начальства забирал из церквей документы и затем их сжигали в Кривичах. Из Княгининской церкви он также забирал документы. Потом заходил в гости к моему отцу и говорил: „Вот, читайте, как Льву Толстому объявляли анафему“. В то время Алесь даже и не думал, что за свое поступки придется расплачиваться. А расплата пригшла. Ему в горле парализовало язычек, который отделяет дыхательные пути от пищевода. И поэтому, когда он проглатывал пищу, она попадала в легкие и он заходился от кашля. До самой смерти мучился от этой болезни. Такая выпала ему кара. Он и сам говорил, что это Бог его наказал. Незавидная судьба постигла Василия Кабаша, бывшего директора Княгининской школы. Сам он был неплохой человек. Однако по приказу коммунистов разрушил часовню на кладбище в Нивках. Так его сын, зять и сват из Кривичей, все разбились на машинах, а дочь умерла после родов».
После отъезда из Княгинина в Польшу отца И. Спрогиса (уехал к дочери), из Кривичей прибыл новый настоятель Иоанн Скопец. После него 8 месяцев пробыл в Княгинине настоятелем молодой священник Виталий Иванкевич. Затем настоятелем стал священник К. М. Сороко.
Согласно отношению настоятеля Княгининского прихода прот. И. Спрогиса от 10.12.1959 г., адресованного Молодечненскому уполномоченному Совета по делам русской православной церкви, с 1939 г. домохозяйка Вера Ивановна Семашкевич (1903 г.р., 5 классов Лидской гимназии) участвовала и руководила церковным хором. В 1940 г. была зарегистрирована и.д. псаломщика, однако впоследствии отказалась, согласившись быть регентом любительского хора, коим управляла до 10 декабря 1959 г. В 1956—1964 гг. фактическим псаломщиком церкви был её муж Всеволод Семёнович Семашкевич.
Согласно годовому отчёту И. Спрогиса за 1956 год, на территории Княгининского прихода находилось 25 населённых пункта. Население составляло 2580 душ (1080 мужчин и 1500 женщин), из которых римо-католиков было 595 душ и три баптиста. Посещение храма было удовлетворительным. Хорошим не могло быть, так как население в воскресные и праздничные дни было занято работой. Зимой храм был наполовину пуст за неимением у большинства теплой одежды и обуви (храм не отапливался). В церкви насчитывалось 5 колоколов: 25 п. 24 ф., 1 п. 25 ф., 1 п. 15 ф., 2 колокола по 8 фунтов. И.д. псаломщика обязанности исполняла старательно и хорошо. Административно-хозяйственная жизнь велась почти одним отцом настоятелем. Вдова священника Томашевич Анастасия Николаевна, проживающая в с. Княгинин, получала пенсию по 200 р. в месяц. В усадьбе священника пришёл в негодность по ветхости сенной сарай, дом псаломщика требовал исправления стен. Церковный Совет и Ревизионная комиссия в своей работе руководствовались «Положением об управлении Русской православной церковью», взаимоотношения с членами причта были хорошие. Источником содержания причта была зарплата (5024 рубля годового дохода) и земельные участки: 0,59 га у священника и 0,06 га у и.д. псаломщика. Транспортных средств у причта не было. На требы в населённые пункты приезжали подводы, если были свободны лошади. Бытовые условия членов причта были довольно тяжёлые в виду слабых доходов за требоисправлевия по причине стеснённого материального положения местного населения.
17 февраля 1964 г. прошло избрание членов исполнительного органа Княгининской церкви с разрешения председателя Княгининского сельсовета В. А. Душевского. В состав Президиума вошли следующие лица: председателем Президиума — житель д. Старо-Княгинино Павел Кондратьевич Герасимович (1912 г.р.), членом Президиума — Иван Фёдорович Крутько, секретарём — Лидия Иосифовна Баслык. Единогласно были избраны: церковным старостой — житель д. Пясечное Яков Лукьянович Лях (1912 г.р.), заместителем старосты — житель д. Пясечное Василий Никитич Прудникович (1913 г.р.), казначеем — жительница д. Выголовичи Лидия Иосифовна Баслык (1927 г.р.), В ревизионную комиссию были единогласно избраны: председателем — житель д. Выголовичи Николай Маркович Лакуцевич (1893 г.р.), членами — жительница д. Княгинин Евфросинья Лукьяновна Прибыльская, жит. д. Старо-Княгинин Павел Кондратьевич Герасимович. Под протоколом подписалось 17 членов учредительной «двадцатки».
10 апреля 1964 г. Вера Ивановна Семашкевич по состоянию здоровья ушла с должности псаломщика церкви.
13 апреля 1964 г. в письме за № 93 протоиерей, 2 минский благочинный А.Маевский сообщал священнику Княгининской церкви Никифору Митрофановичу Пыску о том, что Его Высокопреосвященство, Высокопреосвященнейший Сергий, архиепископ Минский и Белорусский благославляет Валентину Семёновну Хотянович на должность церковного псаломщика. Сама Валентина Семёновна Хотянович, 1925 г.р., проживала на ст. Будслав и исполняла обязанности псаломщика с 15 марта 1964 года. Княгининский церковный совет в лице председателя Якова Лукьяновича Ляха, заместителя Василия Никитича Прудниковича, председателя ревизионной комиссии Николая Марковича Лакуцевича, казначея Лидии Иосифовны Баслык, члена ревизионной комиссии Герасимовича 29 марта 1964 г. заключили договор и.д. псаломщика В. С. Хотянович и назначил ей твердый месячный оклад в размере 30 рублей.
19 февраля 1967 г. казначей Лидия Иосифовна Баслык из Выголович просила исполнительный орган Княгининской Свято-Троицкой церкви освободить от работы в связи с тем, что настоятель Никифор Пыск передал ключи от церкви пономарю Павлу Никифоровичу Кремза.
26 мая 1967 г. учредительный орган «двадцатки» Княгининской церкви вместо ушедшего по личной просьбе казначея Лидии Иосифовны Баслык, избрали члена «двадцатки» Иосифа Кондратьевича Баслыка. Постановление подписали зам. церковного старосты Я. А. Лях, председатель ревизионной комиссии Н. М. Лакуцевич, член «двадцатки» В. Н. Прудникович.
В июле 1967 г. под руководством Никифора Пыска был проведён ремонт Княгининской церкви: окрашены кресты, купола и стена храма, внутри храма также были окрашены потолок, часть стен, иконостас, пол, подсечники и прочее.
В 1969 г. настоятелем Княгининской церкви был митрофорный протоиерей Георгий Александровский. Он был в преклонном возрасте и умер 5 февраля 1972 года в Вилейке.
30 декабря 1969 г. председателем церковного совета был К. Т. Ясюкевич, председателем ревизионной комиссии — П. И. Клемятич, членом ревизионной комиссии — Н. Ф. Кремза.
В 1970 г. настоятелем церкви был Георгий Павлович Александровский, псаломщиком — Надежда Викентьевна Антонович, казначеем — Лидия Иосифовна Баслык, старостой — Константин Тимофеевич Ясюкевич, пономарём — Владимир Маркович Лукацевич.
В 1972-1974 гг. настоятелем был священник Николай Васильевич Соколовский. Его супругу звали Татьяна. Дочь жила в Минске, сын был священником в Речках. Согласно заявлению настоятеля Княгининской церкви протоиерея Н. Соколовского от 30 июня 1972 г., он просил исполнительный орган Княгининской церкви выделить ему месячную зарплату с 1 июля 1972 года в размере 150 р.
1 января 1973 г. председателем исполнительного органа Княгининской церкви был К. Т. Ясюкевич, заместителем председателя — В. Н. Прудникович, церковным казначеем — Л. И. Баслык, председателем ревизионной комиссии — Н. Ф. Кремза, 2-й член ревизионной комиссии — А. Н. Антонович.
24 марта 1974 г. общим собранием членов учредительной двадцатки Княгиниской церкви в присутствии председателя Княгининского сельского Совета С. Д. Зимницкого единогласно избрали новым председателем исполнительного органа Княгининской церкви Никодима Иановича Петровского, 1928 г.р. из г.п. Кривичи, председателем ревизионной комиссии Ивана Фёдоровича Крутько, 1909 г.р. из д. Коники.
1 сентября 1974 г. Иван Фёдорович Крутько заключил договор с председателем церковного совета Никодимом Ивановичем Петровским и казначеем Лидией Иосифовной Баслык на ремонт церковной ограды (покрыть жестью и покрасить краской). 8 сентября 1974 г. церковным советом был направлен запрос в Княгининский исполнительный комитет с просьбой разрешить покрыть Княгининскую церковь кровельной жестью, на что была получена положительная резолюция.
26 января 1975 г. постановлением общего собрания членов учредительной двадцатки новым церковным казначеем была избрана Галина Семёновна Баслык из д. Княгинин. 1 февраля 1975 г. исполнительный орган Княгининской церкви в составе 7 человек: председателя Н. И. Петровского, заместителя председателя В. Н. Прудниковича, казначея Л. И. Баслык, председателя ревизионной комиссии И. Ф. Крутько, членов ревизионной комиссии Н. Ф. Кремзы и А. Н. Антоновича, члена двадцатки М. Баслык заключили договор с псаломщиком В. С. Хотянович. Договор предусматривал, что все денежные средства от требоисправления поступают в церковную кассу, за что исполнительный орган обязывался выплачивать псаломщику по 50 руб. ежемесячно.
В 1974-1996 гг. настоятелем Княгининской церкви был митрофорный протоиерей Николай Григорьевич Башко (29.03.1927 — 28.02.1996). Родился в д. Загорье-Делятичское (Любчанский район, Барановичской области, сейчас Новогрудский район Гродненской области). С детства прислуживал в местной Подлипской церкви (здесь произошло явление Богоматери на липе). Потом учился музыке у священника в Любче. Затем окончил семинарию в Жировичах. Определением от 6 ноября 1947 г. № 1644 митрополит Минский и Белорусский Питирим утвердил Н. Г. Башко в должности псаломщика Св.-Троицкой церкви в с. Подлипки, Новогрудского благочиния, Барановичской области. 17 мая 1948 архиепископ Минский и Белорусский Питирим подписал указ № 768 о перемещении Н. Г. Башко к церкви Рождества Пресвятой Богородицы с. Полберег, Новогрудского благочиния, Барановичской области. Определением архиепископа Минского и Белорусского Питирима Н. Г. Башко перемещён на ту же должность к Св.-Троицкой церкви д. Подлипка, Новогрудского благочиния, Барановичской области (указ от 22 февраля 1952 г. № 291). Согласно указу епископа Бобруйского, викария Минской епархии Митрофана от 17 сентября 1954 г. № 1804 Н. Г. Башко был перемещён на должность псаломщика Свято-Покровской церкви в м. Дворец, Дятловского благочиния, Гродненской области. 10 октября 1954 г. Н. Г. Башко был рукоположён в сан диакона епископом Бобруйским, викарием Минской епархии Митрофаном в Минском кафедральном соборе. Определением архиепископа Минского и Белорусского Питирима Н. Г. Башко был назначен на должность настоятеля Свято-Успенской церкви села Старо-Ельня, Дятловского благочиния, Гродненской области (указ от 30.12.1954 г. № 2588). В письме от 29 июля 1955 г. за № 1414 канцелярия митрополита Минского и Белорусского, что на прошении Н. Г. Башко от того же числа о сооружении в Старо-Сельском молитвенном доме иконостаса и перенесение св. Престола и Жертвенника, последовала резолюция Его преосвященства, преосвященнейшего епископа Митрофана: «1955.29.VII. Благославляю. Епископ Митрофан». В письме от 8 декабря 1956 г. за № 25/72 канцелярия митрополита Питирима сообщала об отказе в назначении Н. Г. Башко настоятелем Св.-Покровской церкви с. Николаева, Юратишского благочиния, Молодечненской области в связи с тем, что место было занято. Определением митрополита Минского и Белорусского Питирима от 2 октября 1958 г., Н. Г. Башко перемещён, согласно прошению., на должность настоятеля Свято-Георгиевской церкви в с. Островка, Несвижского благочиннического округа, Минской области (указ епископа Бобруйского, викария Минской епархии Леонтия от 4 октября 1958 г. № 2392). В письме от 27 апреля 1959 г. за № 924 канцелярия митрополита Минского и Белорусского сообщала, что на прошении Н. Г. Башко от 16 апреля о проведении ремонта Островковской церкви положена резолюция Его Преосвященством следующего содержания: «24.VI.- 1959. Бог благословит. Епископ Леонтий». Определением митрополита Минского и Белорусского Гурия приписная к Свято-Георгиевскому приходу с. Островки Вознесенская церковь в д. Большая-Медведевка, Несвижского района, вместе с д. Малая-Медведевка, в связи с изменением административных границ и ходатайством верующих, перечислены в состав Свято-Предтеченского прихода с. Малые-Жуховичи, Кореличского благочиннического округа, с поручением обслуживания религиозных нужд священнику Макарию Мелешко (указ от 19 марта № 592). Определением епископа Бобруйского, вр. управляющего Минской епархии Леонтия от 2 декабря 1960 г. Н. Г. Башко поручено обслуживание религиозных нужд Крестовоздвиженского прихода с. Лысица, Несвижского благочиннического округа, Минской области. Определением митрополита Минского и Белорусского Антония от 25 мая 1961 г., Н. Г. Башко с 1 июня 1961 года перемещён на должность настоятеля Св.-Троицкой церкви в с. Солтановщина, Несвижского благочиннического округа, Минской области. В связи с воссоединением Свято-Троицкого прихода с. Солтановщина со Свято-Георгиевским приходом г. Несвиж, определением архиепископа Минского и Белорусского Варлаама Н. Г. Башко благославлялся на служение в Свято-Покровской церкви с. Узляны, Минского благочиннического округа и области (указ от 25 июля 1962 г. № 194). С 15 октября 1964 г. Н. Г. Башко работал мастером Несвижского Межколхозстроя. Определением митрополита Минского и Белорусского Антония от 10 декабря 1974 г., Н. Г. Башко был назначен на должность настоятеля Св.-Троицкой церкви в с. Княгинин, Мядельского района, Минской области (указ от 11 декабря 1974 г.). С 11 декабря 1974 г. Н. Г. Башко был зарегистрирован священником русской православной церкви в д. Княгинино уполномоченным Совета по делам религий при Совете Министров СССР по Минской области Логвиненко (справка от 16 декабря 1974 г. № 32). К дню Святой Пасхи 1960 года, священник Св.-Георгиевской церкви с Островки, Несвижского благочинного округа минской области Н. Г. Башко был награждён скуфиею (свидетельство от 12 апреля 1960 г. № 743 митрополита Минского и Белорусского Гурия). К празднику Рождества Христова 1955 года, митрополит Минский и Белорусский Питирим наградил набедренником настоятеля Св.-Успенской церкви с. Староельня, Дятловского благочиннического округа (свидетельство от 31 декабря 1955 г. № 2358). К дню Святой Пасхи 1976 года, митрополит Минский и Белорусский Антоний наградил настоятеля Княгининской церкви камилавкаю (свидетельство от 15 апреля 1976 г. № 139). К дню Святой Пасхи 1980 г., священник был награждён митрополитом Минским и Белорусским, патриаршим Экзархом Западной Европы Филаретом наперстным крестом (свидетельство от 6 апреля 1980 г.). К дню Святой Пасхи 1986 г., Н. Г. Башко был награждён митрополитом Минским и Белорусским Филаретом саном протоиерея (свидетельство от 4 мая 1860 г. № 230/17). На письмо Ольги Фоминичны Антонович из д. Княгинин об оказании помощи прот. Николаем Башко, последовала резолюция его высокопреосвященства: «Благодарю о. Николая за пастырскую ревность, доброту и отзывчивость. Митрополит Филарет. 6.12.1986 г.» К дню Святой Пасхи 1990 г., протоиерей был награждён митрополитом Минским и Гродненским, патриаршим Экзархом всея Белоруссии Филаретом крестом с украшениями (свидетельство от 15 апреля 1990 г. № 300/7). При этом Владыка посетил Княгининскую церковь и лично вручил награду. 22 мая 1994 г. Владыка Филарет вновь посетил Княгинин и наградил Н. Г. Башко митрою (позолоченный головной убор, который используют во время богослужения представители высшего духовенства).
Жена — Софья Николаевна Башко (Тихонович), родилась 12.02.1928 г. в д. Загорье-Делятическое. В молодости была угнана на принудительные работы в Бреслау, Дессау, Лейпциг. Освобождена была американскими войсками. Дети: Николай (03.03.1950 — 17.10.1987), Георгий (27.09.1952), Дмитрий (18.05.1960), Марина (31.07.1962). Протоиерей Георгий Николаевич Башко является настоятелем Свято-Ильинской церкви в г.п. Илья Вилейского района. Дмитрий Николаевич Башко служил в советской армии в Монголии. Затем окончил Театрально-художественный институт в Минске. Женился. Поступил в Московскую семинарию и окончил за 2 года. Служил в Минском кафедральном соборе, затем был священником Белорусской православной церкви святого Георгия в Чикаго. Помимо духовной службы, увлекался живописью. В сентябре 2002 г. во время «Месячника единения» его работы экспонировались в чикагском аэропорту «О’Хара»: написанные акриловыми красками «Цветок папоротника», «Пегас», «Муза ночи», Ночь. Луна. Шторм", «С музыкой», «Белорусские девушки», «Всенощная в Княгинино». Умер в 2 феврале 2014 г. от сердечной недостаточности. супруга Ирина Башко вместе с Еленой Ступакевич руководили молодёжным музыкальным ансамблем «Лянок». Дочь Марина Николаевна вышла замуж за настоятеля Свято-Ильинской церкви в Нарочи Георгия Ивановича Митько. В настоящее время с двумя сыновьями проживает в Чикаго.
11 декабря 1974 г. исполнительный орган Княгининской церкви в составе 6 человек: председателя Н. И. Петровского, заместителя председателя В. Н. Прудниковича, казначея Л. И. Баслык, председателя ревизионной комиссии И. Ф. Крутько, членов ревизионной комиссии Н. Ф. Кремзы и А. Н. Антоновича заключили договор с настоятелем Княгининской церкви Н. Г. Башко. Договор предусматривал, что все денежные средства от требоисправлений поступают в церковную кассу, за что исполнительный орган обязывался выплачивать священнику ежемесячно по 150 рублей.
26 января 1975 г. постановлением собрания членов учредительной двадцатки Княгининской православной церкви была отстранена от работы казначея Лидия Иосифовна Баслык. Новым казначеем была избрана Галина Семёновна Баслык, 1932 г.р. из д. Княгинино.
В октябре 1978 г. настоятелем был Николай Григорьевич Башко, псаломщиком — Валентина Семёновна Хотянович, старшей певчей — София Николаевна Башко, казначеем — Галина Семёновна Баслык, просфорницей — Мария Тихоновна Баслык.
В годы Перестройки, в Княгининскую церковь проникли преступники и похитили две иконы. Когда прибыли милиционеры для составления протокола, Н. Г. Башко заявил, что сотрудники правоохранительных органов обязательно найдут похитителей. В окладе одной из икон были частицы мощей святого. Милиционеры-атеисты были поражены, когда в скором времени грабители действительно были задержаны вместе с иконами.

## Возрождение православия
В 1993 г. церковным старостой была Гришкевич Людмила Яковлевна, пономарём — Кремза Александр Васильевич, казначеем — Будько Ирина Лукинична.
По инициативе о. Николая Башко и поддержке прихожан был установлен мраморный памятник на братской могиле русских солдат времен Первой мировой войны.
28 февраля 1996 г. Н. Г. Башко скончался и был похоронен возле Княгининской церкви.
В январе 1997 года настоятелем церкви стал внук Николая Григорьевича Башко — молодой иерей Дмитрий Георгиевич Башко.
26 марта 2010 г. митрополитом Минским и Слуцким Филаретом, патриаршим Экзархом всея Белоруссии настоятелем Княгининской церкви был назначен Константин Николаевич Яромич.
В 2010 -2012 гг. — проведён капитальный ремонт церкви: от старой церкви был оставлен только деревянный каркас. Благодаря трудам батюшки храм приобрёл современный вид. 23 сентября 2012 г. новый храм был освящён Преосвященнейшим Вениамином, епископом Бобруйским, викарием Минским. отец Константин был возведён в сан протоиерея. Матушке Галине была вручена медаль Евфросиньи Полоцкой. Церковными орденами были награждены Игорь Владимирович Баслык, Богдан Георгиевич Макаренков и Виталий Олегович Лакуцевич. Грамоты были вручены Светлане Алексеевне Климович, Леониле Яковлевне Гришкевич, Леониле Павловне Послед, Ивану Петровичу Трухановичу и Николаю Зиноновичу Мончину.
Константин Яромич родился 18 января 1968 г. в д. Лучица возле д. Городная, Столинский район Брестской области. В 1988—1990 гг. — служба в Афганистане. 15 апреля 1990 г. назначен настоятелем Свято-Дмитриевской церкви с. Щорсы, Новогрудского района, Гродненской области, где ему пришлось восстанавливать полуразрушенный храм. В 1991-1995 гг. — Минская духовная семинария. С 14 октября 1994 г. — настоятель Свято-Александро-Невской церкви в аг. Вертилишки, Гродненского района. Супруга Галина Николаевна Яромич (Пешко) является регентом Княгининского церковного хора. При Вертилишской церкви организовала молодёжный и детский хоры. Регулярно принимала участие в международном фестивале православных песнопений «Каложский благовест». Трое детей: Николай (1991), Мария (1993), Александр (1999).